# Stian Eckhoff
Stian Eckhoff (* 3. September 1979 in Trondheim) ist ein ehemaliger norwegischer Biathlet und Biathlontrainer.

## Karriere
Mit zehn Jahren begann Eckhoff mit dem Biathlon und wurde mit 17 Jahren in das Junioren-Nationalteam Norwegens aufgenommen. Ab 2000 startete er im Weltcup. Seinen ersten Weltcupsieg feierte er 2004 in Östersund (Schweden) im Sprint. Die Saison 2004/2005 beendete er als 10. des Gesamtweltcups und war damit hinter Ole Einar Bjørndalen zweitbester Norweger. Eckhoffs größter Erfolg war der Gewinn des Staffel-Weltmeistertitels 2005 in Hochfilzen (Österreich). Im Sommer 2009 gab er seinen Rücktritt vom aktiven Sport bekannt. Nach der aktiven Karriere wurde er Trainer und trainiert ab der Saison 2014/15 das Nationalteam der norwegischen Frauen. Zum Ende der Olympiasaison 2017/18 legte er dieses Amt aus persönlichen Gründen nieder. Seine Nachfolger wurden Sverre Waaler Kaas und Patrick Oberegger.
Eckhoff ist mit der norwegischen Biathletin Anne Ingstadbjørg verlobt und lebt mit ihr zusammen in Trondheim. Seine Schwestern Kaja und Tiril waren bzw. sind ebenfalls Biathletinnen.

## Bilanz im Biathlon-Weltcup
- Weltcupsiege

| Nr. | Datum         | Ort       | Disziplin |
| --- | ------------- | --------- | --------- |
| 1.  | 15. Dez. 2004 | Östersund | Sprint    |
| 2.  | 26. Nov. 2005 | Östersund | Sprint    |

- Weltcup-Platzierungen

Die Tabelle zeigt alle Platzierungen (je nach Austragungsjahr einschließlich Olympische Spiele und Weltmeisterschaften).
- 1.–3. Platz: Anzahl der Podiumsplatzierungen
- Top 10: Anzahl der Platzierungen unter den ersten zehn (einschließlich Podium)
- Punkteränge: Anzahl der Platzierungen innerhalb der Punkteränge (einschließlich Podium und Top 10)
- Starts: Anzahl gelaufener Rennen in der jeweiligen Disziplin

| Platzierung | Einzel | Sprint | Verfolgung | Massenstart | Staffel | Gesamt |
| ----------- | ------ | ------ | ---------- | ----------- | ------- | ------ |
| 1. Platz    |        | 2      |            |             | 6       | 8      |
| 2. Platz    |        |        |            |             | 3       | 3      |
| 3. Platz    | 1      |        | 3          | 1           | 2       | 7      |
| Top 10      | 2      | 17     | 19         | 10          | 18      | 66     |
| Punkteränge | 13     | 45     | 44         | 17          | 19      | 138    |
| Starts      | 22     | 62     | 51         | 17          | 19      | 171    |